# Феликс IV
Свети Феликс IV (на латински: Felix PP. IV) е римски папа от 526 до 530 г.
Избран е за папа под натиска на крал Теодорих. Феликс IV понякога се споменава като Феликс III, тъй като един от неговите предшественици (Феликс II) е признат за незаконен папа. Преди смъртта си посочва своя приемник - Бонифаций II. Поддръжниците на римския император отказват да признаят Бонифаций за папа и избират свещеника Диоскор. Скоро разколът приключва, тъй като Диоскор умира 3 седмици след като е избран за глава на църквата.